# Przetwarzanie potokowe

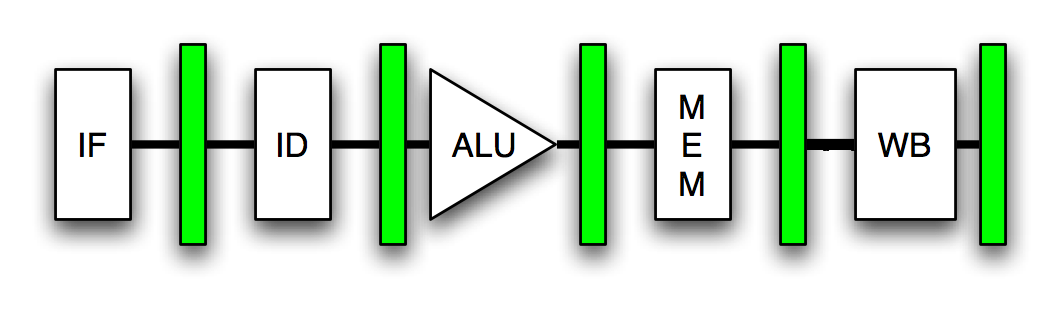
Przykład przetwarzania potokowego

Przetwarzanie potokowe – jeden ze sposobów sekwencyjnego (szeregowego) przetwarzania danych.
Sposób działania: cykl przetwarzania dzieli się na odrębne bloki przetwarzania, z których każdy oprócz ostatniego jest połączony z następnym. Dane po przejściu przez jeden blok trafiają do następnego, aż osiągną ostatni blok.
Dzięki temu, że przetwarzanie odbywa się w rozdzielnych blokach, każdy z nich może wnieść swoją logikę (np. pierwszy blok sortuje dane, a drugi usuwa sąsiadujące duplikaty) bez konieczności wbudowywania jej na poziomie całego systemu. Bloki-następniki są zależne od pracy (danych i niezawodności) swoich - niekoniecznie bezpośrednich - bloków-poprzedników – jeśli np. pierwszy blok wpadnie w nieskończoną pętlę, to żaden z następników nigdy nie wykona swojej pracy.